# غزغر
غزغر (بالفارسية: گزگر) هي منطقة سكنية تقع في قسم دلغان الريفي (مقاطعة دلغان) في إيران. يقدر عدد سكانها بـ 1,049 نسمة .